# Amalia Aguilar
Amalia Isabel Rodríguez Carriera (Matanzas, 3 de julio de 1924-Ciudad de México, 8 de noviembre de 2021), conocida como Amalia Aguilar, fue una bailarina exótica y actriz cubanomexicana. Es considerada como una «reina del Trópico», denominación que se le dio a ella y a otras cuatro artistas más identificadas con el cine de rumberas.
Aguilar comenzó su carrera en Cuba siendo una niña. En 1944, fue descubierta por el bailarín cubano Julio Richard, quién la lanzó a la fama en México. Debutó en el cine en 1946 con la película Pervertida. Entre sus trabajos más destacados se encuentra su participación en las cintas: Calabacitas tiernas (1949), Ritmos del Caribe (1950), Al son del mambo (1950), Las tres alegres comadres (1952), y Mis tres viudas alegres (1953).  

## Biografía y carrera

### Primeros años
Amalia Isabel Rodríguez Carriera nació el 3 de julio de 1924 en Matanzas, Cuba, siendo hija de Oscar Rodríguez Aguilar, y de Regla Carriera. Desde su infancia, ella y su hermana Cecilia demostraron dotes artísticos y fueron impulsadas por sus padres. Estudió ballet en La Habana, y recibió enseñanzas de los profesores Lita Enhart, Lalo Maura, el cómico Arrechavaleta y Jorge Harrison. Empezó su carrera artística bailando al lado de su hermana Cecilia, siendo casi una niña, bajo el nombre de «Las hermanitas Aguilar». Ambas formaron parte de la Compañía de Teatro de Cuba. Trabajaron en importantes teatros y centros nocturnos de la isla como Eden Concert, el Tropicana y otros más. 
Las hermanitas Aguilar conocieron en La Habana al famoso bailarín cubano Julio Richard, quién buscaba figuras jóvenes para su ballet. Inicialmente, Amalia fue rechazada por Richard debido a su inexperiencia. Después de algunos años siguió como solista, debido a que su hermana se casó cuando estaban de gira en Panamá. Curiosamente, Aguilar se reencontró con Richard, quien buscaba una pareja de baile para su próxima gira por México y quedó fascinado por su belleza así como por su talento para bailar, decidiendo seleccionarla para su gira trayendola junto con su familia a México, lo cual llamó la atención de productores y empresarios.

### Década de 1940
| Yo recuerdo a México por los churros y el chocolate caliente del «Moro», así como sus mariachis que me traen recuerdos inolvidables. Recuerdo las noches en que la gente salía y se ponía a bailar, a caminar sin preocupación alguna. Que te digo, todo ha cambiado y no es lo mismo. Ahora recordar es vivir. Pero con México estoy muy agradecida.» —Aguilar haciendo un comentario sobre su estancia en México |

En México, debutó en el Teatro Lírico de la Ciudad de México, así como en la estación radiofónica XEW en el programa La Hora Mejoral de Carlos Amador. En ese mismo año filma su primera cinta, Pervertida, junto a Ramón Armengod y Emilia Guiú, donde la naciente estrella roba el protagonismo a la pareja estelar. Mientras Amalia actuaba en el centro nocturno Waikikí, fue descubierta por el productor estadounidense Edward Perkin, quien le ofrece trabajar en los Estados Unidos en un espectáculo con los Lecuona Cuban Boys. 
En su paso por los Estados Unidos, llega a trabajar al lado de figuras como Bob Hope, Carmen Miranda y Xavier Cugat. Trabajó en numerosos centros de espectáculos: The Roxy, Teatro Puerto Rico, El Rancho Vegas, el bar del deportista Joe DiMaggio (quien fuera marido de Marilyn Monroe) etc. En Hollywood filma la cinta A Night at the Follies (1947), junto a la vedette Evelyn West. En Hollywood, el productor Howard Hughes tenía la intención de que Amalia protagonizara una película sobre la vida de Lupe Vélez, pero ella se negó a trabajar en la industria hollywoodense y decidió regresar a México.

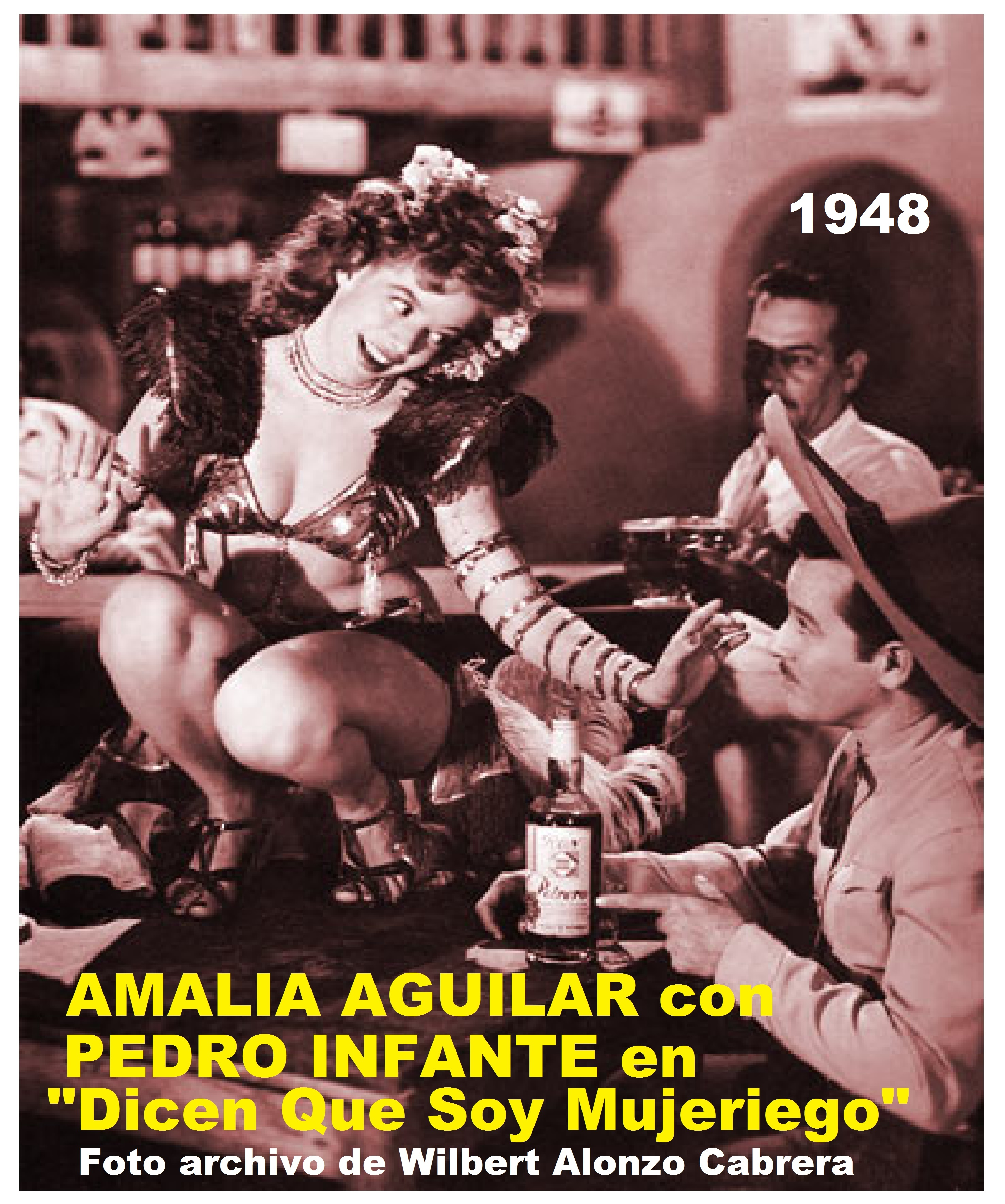
Con Pedro Infante en Dicen que soy mujeriego (1949).

De regreso en México, dirigió un grupo de músicos llamados Los Diablos del Trópico, y se reincorporó al cine mexicano en 1948 con la cinta Conozco a los dos, basada en el bolero del mismo nombre. En 1949 obtiene un rol estelar en la cinta cómica Calabacitas tiernas (¡Ay que bonitas piernas!), junto a Germán Valdés "Tin Tan", con el que forma una mancuerna entrañable. En ese mismo año trabaja con Pedro Infante en la cinta Dicen que soy mujeriego, y con Blanca Estela Pavón en En cada puerto un amor. También realizará sus primeros roles protagónicos en las cintas cómicas El colmillo de Buda y La vida en broma, junto al popular cómico de origen español Ángel Garasa. Y es que a diferencia de otras de sus colegas rumberas, Amalia realizó pocos melodramas. Más bien se inclinó por la comedia ligera, realizando personajes vivificantes. El pintor Jose Luis Cuevas decía que Aguilar era una especie de «Tin Tan» femenino.

### Década de 1950
En 1950 protagonizó dos populares comedias musicales de la época: Ritmos del Caribe y Al son del mambo. En esta última cinta formó pareja con el comediante Adalberto Martínez "Resortes". La cinta también sirvió como carta de presentación de Pérez Prado y el mambo en el Cine mexicano. En 1951 realizó uno de sus filmes melodramáticos más recordados: Amor perdido, donde comparte créditos estelares con el actor Víctor Junco. 
En 1952, el director chileno Tito Davison la reúne con las actrices Lilia del Valle y Lilia Prado para participar en la cinta cómica de corte feminista Las tres alegres comadres. El éxito fue tal que en ese mismo año las tres actrices se reunieron en otro filme similar llamado Las interesadas, ahora dirigidas por Rogelio A. González. En 1953 la fórmula se repite con otras dos cintas más: Mis tres viudas alegres y Las cariñosas, ahora con Silvia Pinal sustituyendo a Lilia Prado. En ese mismo año Aguilar protagoniza junto a Roberto Cañedo la cinta Los dineros del diablo (1953), del afamado director Alejandro Galindo. 
Alrededor de este tiempo, contrajo matrimonio con el doctor y político peruano, Raúl Beraún Bedoya, con quien procreó tres hijos, una niña y dos niños. Decidida a dedicarse al cuidado de sus hijos, optó por retirarse del cine en 1955, participando en su última cinta con un papel estelar titulada, Las viudas del cha cha chá (1955). Después de esto, solamente aparecería en tres películas más con papeles menores, las cuales incluyeron; Los platillos voladores (1956), Los televisionudos (1957), y Música en la noche (1958). Su esposo fallecería en 1962 en un accidente aéreo.

### Retiro
Radicó varios años en Perú, donde fundó cadenas de taquerías. En 1976, finalmente regresó a México. Estudió Cultura de Belleza y fundó su propio salón de belleza. Amalia regresó al espectáculo para una temporada musical en el Teatro Blanquita con Resortes y Rosa Carmina. En 1981, volvió a Perú y presenta los exitosos espectáculos musicales Perú... te traigo un son y Salsa Caliente 82.
En 2003, el director de cine mexicano Rafael Montero la convenció de realizar una breve aparición en la película Dame tu cuerpo, protagonizada por Rafael Sánchez-Navarro y Luz María Zetina.
En 2006, fue galardonada con el premio Diosa de Plata, otorgado por PECIME (Pediodistas de Cine Mexicano) en reconocimiento a su trayectoria artística.
En 2010 fue homenajeada en la ciudad de Miami, Florida, donde se reconoció su trayectoria artística y se le otorgaron las Llaves de la Ciudad, de manos del alcalde Tomás Regalado.

## Muerte
El 8 de noviembre de 2021, Aguilar falleció a los 97 años de edad en Ciudad de México. La noticia fue informada por medio de su cuenta oficial de Facebook. Su funeral fue llevado a cabo al día siguiente y sería sepultada el 10 de noviembre en el Panteón Jardín.

## Filmografía
- Pervertida (1946)
- A Night at The Follies (1947)
- Conozco a los dos (1948)
- Dicen que soy mujeriego (1948)
- En cada puerto un amor (1948)
- Calabacitas tiernas (1949)

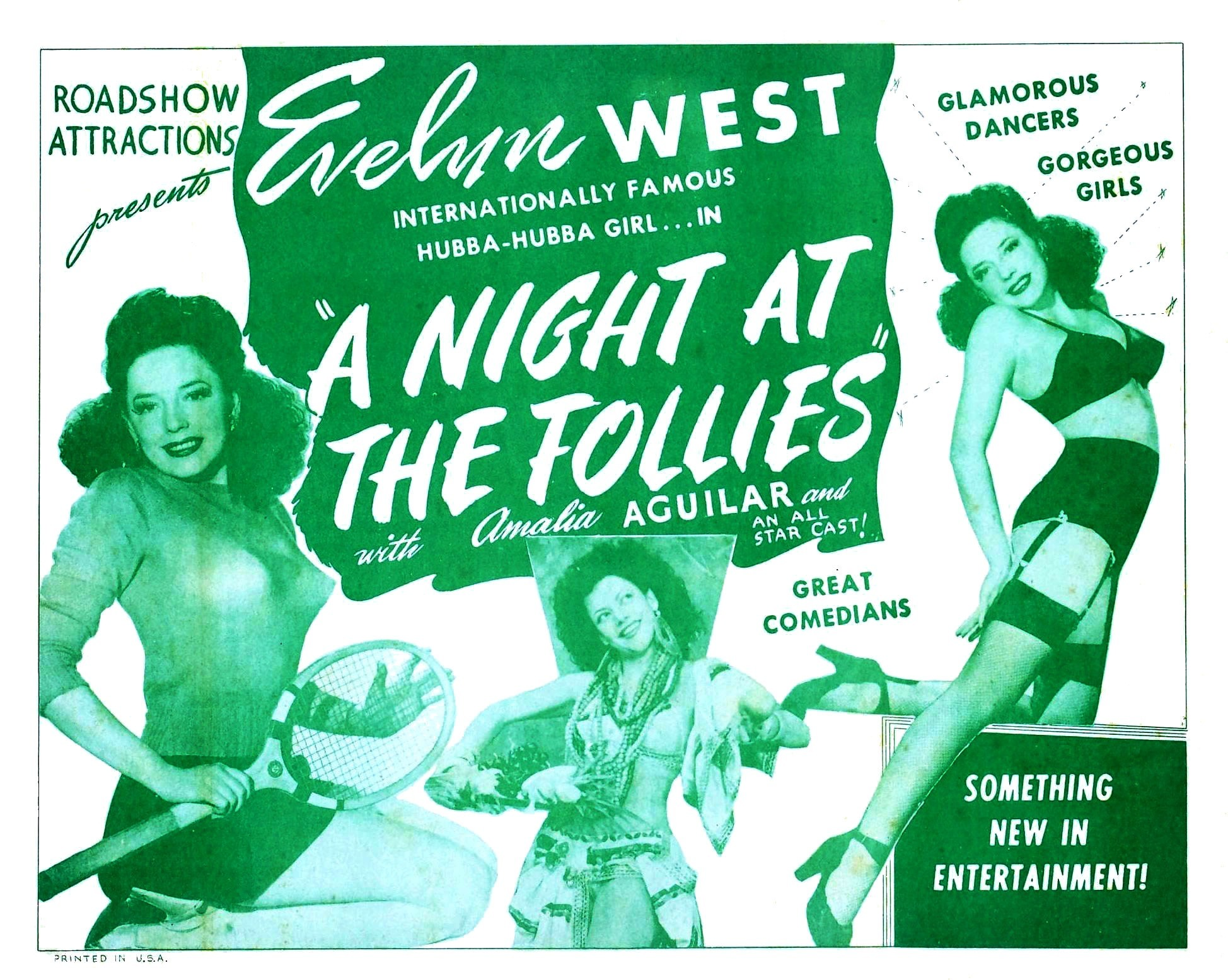
Aguilar (centro) en el póster de A Night at the Follies (1947).

- El gran campeón/ Eterno campeón (1949)
- El colmillo de Buda / El diente del dragón (1949)
- Novia a la medida / Suéltate el pelo (1949)
- La vida en broma (1949)
- Ritmos del Caribe (1950)
- Al son del mambo (1950)
- Amor perdido (1951)
- Los huéspedes de La Marquesa (¡Que rico mambo!) (1951)
- Delirio tropical (1951)
- Las tres alegres comadres (1952)
- Las interesadas (1952)
- Los dineros del diablo (1953)
- Mis tres viudas alegres (1953)
- Las cariñosas (1953)
- Música en la noche (1955)
- Las viudas del Chacha chá (1955)
- Los platillos voladores (1956)
- Los televisonudos (1957)
- Dame tu cuerpo (2003)